# Vladimir Kiseljov (kogelstoter)
Vladimir Viktorovitsj Kiseljov (Russisch: Владимир Викторович Киселёв) (Myski (Oblast Kemerovo), 1 januari 1957 – Krementsjoek (Oekraïne), 7 januari 2021) was een Russische atleet, die zich had gespecialiseerd in het kogelstoten. Gedurende zijn atletiekloopbaan kwam hij uit voor de Sovjet-Unie. Hij werd eenmaal olympisch kampioen en meervoudig Sovjet-kampioen in deze discipline.

## Loopbaan
Zijn eerste succes behaalde Kiseljov reeds in 1975 door met 18,27 m op de Europese jeugdkampioenschappen (U20) in Athene een gouden medaille te winnen bij het kogelstoten.
Kiseljov vertegenwoordigde de Sovjet-Unie op de Olympische Spelen van 1980 in Moskou en won hierbij een gouden medaille. Met een olympisch record van 21,35 m versloeg hij zijn landgenoot en ex-wereldrecordhouder Aleksandr Barysjnikov (zilver; 21,08) en de Oost-Duitser Udo Beyer (brons; 21,06). Vanaf de eerste poging lag hij al aan de leiding met 21,10.
Wegens de Russische boycot van de Olympische Spelen van 1984 kon Kiseljov zijn titel niet verdedigen. Op de Vriendschapsspelen in Moskou was zijn 21,58 goed voor een bronzen medaille achter zijn landgenoot Sergej Krasnauskas (goud; 21,64) en Udo Beyer (zilver; 21,60).
Kiseljov was in zijn actieve tijd aangesloten bij Avangard Kramatorsk.

## Titels
- Olympisch kampioen kogelstoten - 1980
- Sovjet-kampioen kogelstoten - 1982, 1984
- Sovjet-indoorkampioen kogelstoten - 1979
- Europees kampioen U20 kogelstoten - 1975

## Persoonlijk record
| Onderdeel   | Prestatie | Datum            | Plaats |
| ----------- | --------- | ---------------- | ------ |
| kogelstoten | 21,58 m   | 17 augustus 1984 | Moskou |

## Palmares

### kogelstoten
- 1975:  EK U20 - 18,27 m
- 1979:  Sovjet-indoorkamp. - 20,46 m
- 1979:  EK indoor - 20,01 m
- 1980:  OS - 21,35 m
- 1982: 4e EK indoor - 19,55 m
- 1982:  Sovjet-kamp. - 21,09 m
- 1982: 7e EK - 20,40 m
- 1984:  Sovjet-kamp. - 21,43 m
- 1984:  Vriendschapsspelen - 21,58 m

1896: Bob Garrett ·
1900: Richard Sheldon ·
1904: Ralph Rose ·
1906: Martin Sheridan ·
1908: Ralph Rose ·
1912: Pat McDonald ·
1920: Ville Pörhölä ·
1924: Bud Houser ·
1928: John Kuck ·
1932: Leo Sexton ·
1936: Hans Woellke ·
1948: Wilbur Thompson ·
1952: Parry O'Brien ·
1956: Parry O'Brien ·
1960: Bill Nieder ·
1964: Dallas Long ·
1968: Randy Matson ·
1972: Władysław Komar ·
1976: Udo Beyer ·
1980: Vladimir Kiseljov ·
1984: Alessandro Andrei ·
1988: Ulf Timmermann ·
1992: Mike Stulce ·
1996: Randy Barnes ·
2000: Arsi Harju ·
2004: Adam Nelson ·
2008: Tomasz Majewski ·
2012: Tomasz Majewski ·
2016: Ryan Crouser ·
2020: Ryan Crouser ·
2024: Ryan Crouser
- World Athletics: 14350508